# معنای ترس
معنای ترس (انگلیسی: Definition of Fear) یک فیلم ترسناک است که در سال ۲۰۱۵ منتشر شد. از بازیگران آن می‌توان به ژاکلین فرناندز و کاترین بارل اشاره کرد.